# Ilona Jasnowska
Ilona Jasnowska (ur. 15 sierpnia 1969 w Janinie) – polska koszykarka grająca na pozycji skrzydłowej. Sezon 2009/2010 był ostatnim w jej karierze jako zawodniczki, obecnie jest jednym ze szkoleniowców klubu Energa Toruń.

## Kluby
- do 1992 BKS Bydgoszcz
- 1992–1995 – AZS Toruń
- 1995–1996 – Quay AZS Poznań
- 1996–1998 – Zapolex AZS Toruń
- 1998–2000 – Color Cap Rybnik
- 2000–2002 – Zapolex AZS Toruń
- 2002–2003 – KS Odra Brzeg
- 2003–2008 – CCC Polkowice
- 2008–2010 – Energa Toruń

## Sukcesy
- 2 brązowe medale Mistrzostw Polski (2005, 2010)
- zwycięstwo w konkursie rzutów za trzy w meczu Gwiazd Północ – Południe (116:119) w sezonie 1997/1998